# Ан Ба Ул
Ан Ба Ул (кор. 안바울; нар. 25 березня 1994, Аньян, Південна Корея) — південнокорейський дзюдоїст, срібний призер Олімпійських ігор 2016 року, бронзовий призер Олімпійських ігор 2020 року, чемпіон світу.

## Виступи на Олімпіадах
| Олімпіада           | Дисципліна      | Місце |
| ------------------- | --------------- | ----- |
| Ріо-де-Жанейро 2016 | до 66 кг        | 2     |
| Токіо 2020          | до 66 кг        | 3     |
| Токіо 2020          | змішана команда | 9     |
| Париж 2024          | до 66 кг        | 9     |
| Париж 2024          | змішана команда | 3     |